# 필기 인식

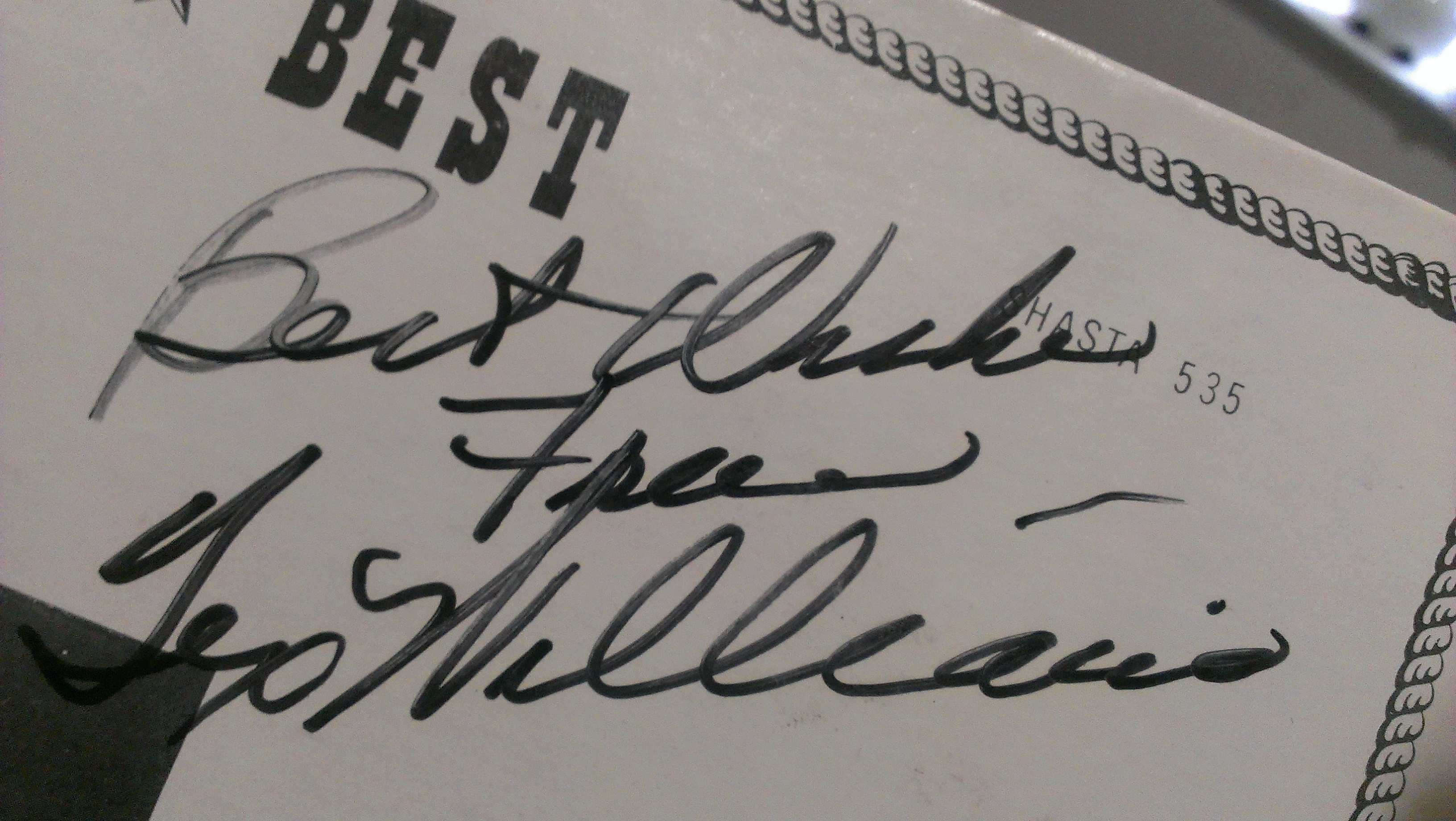
텍스 윌리엄스의 서명.

필기 인식(筆記認識, handwriting recognition, HWR)은 종이 문서, 사진, 터치스크린, 기타 장치와 같은 소스로부터 명료한 필기 입력을 수신하고 해석하는 컴퓨터의 기능이다. 기록된 텍스트의 이미지는 광학 스캐닝(광학 문자 인식)이나 인텔리전트 단어 인식을 통해 종이로부터 감응할 수 있다. 또, 이를테면 펜 기반의 컴퓨터 화면 표면을 통해 펜의 끝부분을 움직여 감응할 수도 있다.
필기 인식은 원칙적으로 광학 문자 인식을 따른다. 그러나 완전한 필기 인식 시스템 또한 서식화를 관리하며 정확한 문자 세분화를 수행하고 가장 타당한 단어를 찾아낸다.
하지만 막쓴 한국어 "넌 할 수 있어"가 숫자, 영어 대소문자로 표시가 되어 불편함을 호소하는 사람들도 있다. "넌 할 수 있어"가 아니어도 잘못 표시되는 경우가 있다. 모음을 자음없이 썼을 때 오류 확률이 높아진다.

## 같이 보기
- 광학 문자 인식
- 태블릿 컴퓨터